# 테르몰리토박테르속
테르몰리토박테르속(Thermolithobacter)은 후벽균문에 속하는 세균 속이다. 테르몰리토박테르강(Thermolithobacteria), 테르몰리토박테르목(Thermolithobacterales), 테르몰리토박테르과(Thermolithobacteraceae)의 유일 속이다. 그람 양성균으로 호열성, 혐기성 세균이다. 생장 온도는 50 ~ 75°C이다. 2개 종으로 이루어져 있다.

## 하위 종
- T. carboxydivorans
- T. ferrireducens